# 亚美薹草
亚美薹草（学名：Carex aperta）为莎草科薹草属下的一个种。分布于俄罗斯远东地区、北美洲以及中国大陆的黑龙江省等地，生长于海拔200米的地区。

## 扩展阅读
- 維基物種上的相關：亚美薹草